# La truhana
La truhana es una obra de teatro en dos actos, escrita por Antonio Gala y estrenada en el Teatro Central de la Expo de Sevilla el 2 de octubre de 1992.

## Argumento
La historia se desarrolla en la España el siglo XVII, bajo el Reinado de Felipe IV. Una famosa actriz cómica se aventura en un viaje por los confines del imperio español, ejerciendo de bandolera con la intención siempre de huir del monarca y evitar convertirse en su cortesana. La obra se aborda a modo de comedia musical y cuenta con 19 números musicales.

## Estreno
- Dirección: Miguel Narros. Producción: Paco Marsó. Música: Juan Cánovas. Intérpretes: Concha Velasco, Juan Carlos Naya, Fernando Conde, Lorenzo Valverde, Francisco Merino, Jose M. Subiza, Margarita García Ortega, Natalia Duarte.